# Orientalische Bibliothek
Die Orientalische Bibliothek (OB) ist eine Buchreihe, die von 1985 bis 1991 im C. H. Beck Verlag erschien; eine Parallelausgabe wurde in der DDR durch den Verlag Gustav Kiepenheuer (Leipzig und Weimar) und dem Verlag Volk und Welt (Berlin) realisiert. 
Der Begriff des Orients ist dabei weit gefasst und erstreckt sich von Ägypten bis China: „Man wollte die weite Welt in die DDR holen.“ Von der Reihe erschienen fünfundzwanzig Bände. Sie vereinigt literarische, historische und philosophische Texte der Völker Asiens und Nordafrikas von den Anfängen bis zur Gegenwart.
Seit 1996 erscheint im gleichen Verlag die Neue Orientalische Bibliothek.

## Bände
1985
- Ryunosuke Akutagawa: Rashomon. Ausgewählte Kurzprosa (übersetzt von Jürgen Berndt)
- Dandin: Die zehn Prinzen. Ein altindischer Roman (übersetzt von Johannes Hertel)
- Lao She: Die Blütenträume des Lao Li (übersetzt von Irmtraud Fessen-Henjes)
- Usama ibn Munqidh: Die Erlebnisse des syrischen Ritters ibn Munqid (übersetzt von Holger Preißler)

1986
- Die Geschichte von Hang Tuah. Eine Erzählung aus dem 16. Jahrhundert über den malaiischen Volkshelden (übersetzt von Hans Overbeck)
- Ibn Qayyim al-Gauziyya: Über die Frauen. Liebeshistorien und Liebeserfahrung aus dem arabischen Mittelalter (übersetzt von Dieter Johannes Bellmann)
- Naoya Shiga: Erinnerung an Yamashina. Ausgewählte Kurzprosa (übersetzt von Edith Rau)
- Nagib Machfus: Der Dieb und die Hunde (übersetzt von Doris Erpenbeck)
- Artemidor von Daldis (angeblicher Autor): Das Traumbuch des Achmet Ben Sirin (übersetzt von Karl Brackertz)

1987
- Mao Dun: Seidenraupen im Frühling. Erzählungen und Kurzgeschichten (übersetzt von Fritz Gruner u. a.)
- Zhōng Kui, Bezwinger der Teufel. Altchinesisches Volksbuch (übersetzt von Clemens Du Bois-Reymond)
- Weisheit des alten Indien (2 Bände, übersetzt und herausgegeben von Johannes Mehlig)

1988
- Tschingis Aitmatow: Ein Tag länger als ein Leben (übersetzt von Charlotte Kossuth)
- Rabindranath Tagore: Gora (übersetzt von Gisela Leiste)
- Hitopadesa oder Die freundliche Belehrung (übersetzt von Johannes Hertel)
- Sagen und Legenden der Khmer (übersetzt von Ruth Sacher)

1989
- Wu Jingzi: Der Weg zu den weissen Wolken (2 Bände, übersetzt von Yang Enlin und Gerhard Schmitt)
- Rifāʿa at-Tahtāwī: Ein Muslim entdeckt Europa (übersetzt von Karl Stowasser)
- Geheime Geschichte der Mongolen (übersetzt von Manfred Taube)
- Ai Wu: Der Tempel in der Schlucht (übersetzt von Anja Gleboff u. a.)

1990
- Mulk Raj Anand: Zwei Blätter und eine Knospe (übersetzt von Eduard Klein)
- Die Erzählungen von Visnu (herausgegeben von Lydia Icke-Schwalbe)

## Neue Orientalische Bibliothek
- Ibn Khaldun – Die Muqaddima. Betrachtungen zur Weltgeschichte